# ときめきメモリアル Only Love サウンドアルバム
『ときめきメモリアル Only Love オリジナルサウンドトラック』は、テレビアニメ『ときめきメモリアル Only Love』のBGM、および、同作品に登場するキャラクターのイメージソングを収録したアルバム。2006年12月6日に「Vol.1」、2007年3月7日には「Vol.2」が発売された。音楽を担当したのは溝口肇と延近輝之。
また、インターネット・ラジオ『ときメモ・ステーション〜どきどきメモリアル』で放送されたオリジナル・ストーリーを収録した"webラジ voice theater『ときめきメモリアル Only Love』 EXTRA STORY「ときめきの雪」"が2007年4月4日に発売、さらに2008年1月23日にベスト・アルバム『〜link to you〜』が発売された。
上記の他、3人のヒロインによるキャラクターソングが発売された。

## オリジナルサウンドトラック

### オリジナルサウンドトラック Vol.1
- 発売元はコナミデジタルエンタテインメント、販売元はキングレコード（GBCA-18）。
- テレビアニメ『ときめきメモリアル Only Love』のオープニングおよびエンディング両主題歌のTVサイズ・バージョンをはじめ、登場する各キャラクターのイメージソング、BGMなどがそれぞれ収録されている。

収録内容
01. メインテーマ
02. 予感（TV size）
03. Indigo Blue 〜水奈のテーマ〜
04. ちょっとだけ、背伸び
05. 一緒に帰ろう
06. ガールズトーク
07. 逃げろ、睦!
08. Drastic Medicine
09. 生まれたての翼
10. きみがいるから
11. ひよこっこ三態 〜想〜
12. 手強い相手
13. 夕焼けは知っている
14. 切なさの余韻
15. 笑顔がみたくて
16. ひよこっこ三態 〜惑〜
17. ひよこっこ三態 〜怒〜
18. そして恋が始まる 〜つかさのテーマ〜
19. まっすぐなこころ
20. 素直になりたくて 〜小百合のテーマ〜
21. いつか虹がかかる頃
22. そばにいるよ
23. 奇跡のかけら（TV size）
24. メインテーマ 〜Strings Version〜

### オリジナルサウンドトラック Vol.2
- 発売元はコナミデジタルエンタテインメント、販売元はキングレコード（GBCA-19）。
- テレビアニメ『ときめきメモリアル Only Love』のエンディング主題歌のTVサイズ・バージョンや各キャラクターのイメージソング、BGMなどを収録したアルバム。

収録内容
01. メインテーマ 〜Piano Version〜
02. きみがいるから 〜Strings Version〜
03. 素直になりたくて 〜Cello Version〜
04. 風を感じて
05. Solitude
06. 微かなシルエット
07. 暗闇の音
08. 恋の予感
09. 戸惑いの横顔
10. 選ばれし人々
11. いつもの放課後
12. 憎めない相棒
13. ざわめく気持ち
14. 嵐の予感
15. 涙の数だけ
16. Indigo Blue 〜Cello Version〜
17. 蠱惑のまなざし
18. そして恋が始まる 〜つかさのテーマ〜
19. まっすぐなこころ
20. 勇往邁進
21. Deep Impact
22. 張りつめた空気
23. 見えない恐怖
24. ごめんと言いたいのに…
25. 勝負!
26. 言葉にならない
27. そして恋がはじまる 〜Cello Version〜
28. 憧憬
29. 奇跡のかけら（TV size）
30. メインテーマ 〜Strings Version〜

## ドラマCD
- Webラジオ『ときメモ・ステーション〜どきどきメモリアル』で放送されたオリジナル・ストーリーと、『ときめきメモリアル Only Love』の主人公・青葉陸のイメージソングを収録したドラマCD・アルバム。

収録内容
1. 第1話「冬の晴れ間に…」
声の出演：吉川友佳子、藤田咲、吉野裕行、勝杏里、長嶝高士、後藤沙緒里、中尾良平、谷山紀章
2. 第2話「小百合、爆発」
声の出演：宮野真守、牧島有希、吉川友佳子、藤田咲、吉野裕行、勝杏里、長嶝高士、後藤沙緒里
3. 第3話「天宮伝説の恐怖」
声の出演：宮野真守、牧島有希、吉川友佳子、藤田咲、吉野裕行、勝杏里、長嶝高士、後藤沙緒里
4. 第4話「冬の嵐」
声の出演：宮野真守、牧島有希、吉川友佳子、藤田咲、吉野裕行、勝杏里、長嶝高士、中尾良平
5. 第4.5話「走れ、天宮小百合捜索隊！」
声の出演：宮野真守、牧島有希、吉川友佳子、藤田咲、吉野裕行、勝杏里、長嶝高士、後藤沙緒里
6. 第5話「つかさと水奈と、そしてあやめと…」
声の出演：宮野真守、牧島有希、吉川友佳子、藤田咲、吉野裕行、勝杏里、長嶝高士、後藤沙緒里、中尾良平、谷山紀章
7. 第5.5話「闘え、天宮小百合救助隊！」
声の出演：宮野真守、牧島有希、吉川友佳子、藤田咲、吉野裕行、勝杏里、長嶝高士、後藤沙緒里
8. 第6話「保健室にて…」
声の出演：宮野真守、牧島有希、吉川友佳子、藤田咲、椎名へきる、浅野真澄
音楽：溝口肇、延近輝之
9. 青葉陸 イメージソング「ショートムービー」 [05:04]
歌：青葉陸（宮野真守）
作詞：河合英嗣 / 作曲：金井江右 / 編曲：菊谷知樹

## ベストアルバム
概要
- 発売元はコナミデジタルエンタテインメント、販売元はキングレコード。
- テレビアニメ『ときめきメモリアル Only Love』のオープニング及びエンディング両主題歌をはじめ、登場する各キャラクターのイメージソング、『ときめきメモリアル』オープニングテーマなどがそれぞれ収録されている。

収録内容
1. 予感[4:04]
歌：牧島有希
作詞：黒須チヒロ 作曲：渡辺拓也 編曲：m-takeshi
2. 奇跡のかけら [3:33]
歌：天宮小百合（牧島有希）、春日つかさ（吉川友佳子）、弥生水奈（藤田咲）
作詞：渡邊亜希子 / 作曲：小松一也 / 編曲：中西亮輔
3. shining smile [3:48]
歌：天宮小百合（牧島有希）
作詞：春和文 / 作曲：伊藤直樹 / 編曲：m-takeshi
4. MERRY-GO-ROUND☆ [4:25]
歌：春日つかさ（吉川友佳子）
作詞：路川ひまり / 作曲：佐々倉有吾 /  編曲：m-takeshi
5. 水平線の彼方で [3:54]
歌：弥生水奈（藤田咲）
作詞：渡邊亜希子 / 作曲：前口渉 / 編曲：m-takeshi
6. 秘密 [4:25]
歌：天宮小百合（牧島有希）、春日つかさ（吉川友佳子）、弥生水奈（藤田咲）
作詞：黒須チヒロ / 作曲：上原武 / 編曲：松井寛
7. 予感 〜acoustic mix〜 [4:03]
歌：牧島有希
作詞：黒須チヒロ / 作曲：渡辺拓也 / 編曲：m-takeshi
8. 奇跡のかけら 〜sparkle mix〜 [3:44]
歌：天宮小百合（牧島有希）、春日つかさ（吉川友佳子）、弥生水奈（藤田咲）
作詞：渡邊亜希子 / 作曲：小松一也 / 編曲：前口渉
9. 秘密 〜dance-pop mix〜 [4:27]
歌：天宮小百合（牧島有希）、春日つかさ（吉川友佳子）、弥生水奈（藤田咲）
作詞：黒須チヒロ / 作曲：上原武 / 編曲：前口渉
10. もっと!モット!ときめき 〜Only Love〜 [4:21]
歌：牧島有希
作詞：SANOPPI＆2番を作らなくちゃネ！実行委員会 / 作曲：メタルユーキ / 編曲：m-takeshi

## キャラクターソングCD

### Vol.1 天宮小百合
発売元はコナミデジタルエンタテインメント、販売元はキングレコード。
収録内容
1. Shining Smile
作詞：春和文 作曲：伊藤直樹 編曲：m-takeshi 演奏時間：3分48秒
2. 落書き
作詞：MONA 作曲：黒須チヒロ 編曲：m-takeshi 演奏時間：4分21秒
3. ミニドラマ Another Chapter 2「ある初夏の日に…」 [05:03]
  - 声の出演：後藤沙緒里、猪野夏樹、宮田正造、金端奈津希、北岸良子、林英梨佳
4. Shining Smile（off vocal version）
5. 落書き（off vocal version）

### Vol.2 春日つかさ
発売元はコナミデジタルエンタテインメント、販売元はキングレコード。
収録内容
1. MERRY-GO-ROUND☆
作詞：路川ひまり／作曲：佐々倉有吾 編曲：m-takeshi 演奏時間：4分23秒
2. NEVER GIVE UP☆
作詞：MONA 作曲：adult education 編曲：m-takeshi 演奏時間：4分16秒
3. ミニドラマ Another Chapter 3「ある秋の日に…」 [05:10]
  - 声の出演：豊口めぐみ、佐久間麻未、荒井美由季、飯島絵梨子、石井理恵、福田奈津子
4. MERRY-GO-ROUND☆（off vocal version）
5. NEVER GIVE UP☆（off vocal version）

### Vol.3 弥生水奈
発売元はコナミデジタルエンタテインメント、販売元はキングレコード。
収録内容
1. 水平線の彼方で
作詞：渡邊亜希子 作曲：前口渉 編曲：m-takeshi 演奏時間：3分54秒
2. ふたつぼし
作詞：MONA 作曲・編曲：m-takeshi 演奏時間：5分13秒
3. ミニドラマ Another Chapter 4「ある晩秋の日に…」 [06:33]
  - 声の出演：松来未祐、沢井エリカ、安田絢乃、菅野里美
4. 水平線の彼方で（off vocal version）
5. ふたつぼし（off vocal version）